# Julius Kaliski
Julius Kaliski (* 20. Juni 1877; † 1956) war Sozialdemokrat, Schriftsteller und Politiker jüdischer Abstammung.

## Leben
Seit 1893 gehörte Julius Kaliski der SPD an.
1903 wurde Julius Kaliski im Prozess um die sogenannte Die Kaiserinsel als Verantwortlicher Redakteur des Vorwärts wegen Majestätsbeleidigung und groben Unfugs zu vier Monaten Gefängnis verurteilt. Seine Rechtsanwälte waren dabei Karl Liebknecht und Max Levy (Berlin) sowie Hugo Haase (Königsberg i. Pr.).
1916 war Kaliski wirtschaftspolitischer Redakteur des Zentralorgans der Gewerkschaften.
Julius war 1918/1919 Mitglied im Groß-Berliner Arbeiter- und Soldaten-Rat. Er war Mitarbeiter und Redakteur der Sozialistischen Monatshefte. Zwischen 1914 und 1933 veröffentlichte er in dieser Zeitschrift 61 größere Artikel.
1931 sprach er sich nachdrücklich für den Freiwilligen Arbeitsdienst aus. Damit stand er lange Zeit im Gegensatz zum Vorwärts, der sich erst am 19. Mai 1932 zu einer positiven Auffassung entschloss.